# Heinzels kapel
Heinzels kapel (polsk Kaplica Heinzlów) ligger på den katolske del af Den gamle kirkegård i Łódź ved Ogrodowagaden. 
Efter Juliusz Heinzels død opførte hans familie en enorm familiegrav, hvor Juliusz og senere også hans kone Paulina Volkman og andre efterkommere blev gravlagt. I dag har mausoleet funktion som kirkegårdskapel. Mausoleet er et af de sidste kirkegårdskapeller med kuppel. Dets form er inspireret af Sigismundkapellet på Wawel i Kraków. Det blev rejst i årene 1899-1903 i italiensk renæssance efter tegninger af den tyske arkitekt Franz Schwechten. 
Mausoleumsgesimsen er omkranset af en attikabalustrade, og ved pilastrene står skulpturer af engle i naturlig størrelse. Over indgangen findes et halvcirkulært tympanon med et basalrelief som forestiller Kristus. Bygningen er rejst i sandsten, og neorenæssancestilen pryder også kapellets indre.
51°46′40.91″N 19°26′10.41″Ø / 51.7780306°N 19.4362250°Ø